# Пряслов, Владимир Андреевич
Владимир Андреевич Пряслов (6 июля 1859 — 1 ноября 1919 Владикавказ) — генерал-майор Российской императорской армии; участник Русско-японской и Первой мировой войн, кавалер ордена Святого Георгия 4-й степени и Золотого оружия «За храбрость». После Октябрьской революции служил в Белой армии.

## Биография
Владимир Пряслов родился 6 июля 1859 года, помимо него в семье был старший сын Михаил. По вероисповеданию был православным. Окончил Полоцкую военную гимназию.
13 июля 1877 года вступил на службу в Российскую императорскую армию. Затем окончил Михайловское артиллерийское училище, из которого был выпущен в 4-ю артиллерийскую бригаду со старшинством в чине подпоручика с 8 августа 1880 года. 29 ноября 1882 года получил старшинство в чин поручика, 21 декабря 1889 года получил старшинство в чине штабс-капитана, 25 июня 1895 года получил старшинство в чине капитана, 13 марта 1903 года получил старшинство в чине подполковника. Окончил Офицерскую артиллерийскую школу. В течение четырёх лет 11 месяцев и 4 дней был командиром батареи.
Принимал участие в русско-японской войне, во время которой был ранен и контужен. В 1905 году «за боевые отличия» был произведён в полковники, со старшинством с 22 февраля 1905 года. С 11 мая 1908 года по 9 августа 1910 года был командиром Сибирского резервного горного артиллерийского дивизиона. С 9 августа 1910 года по 18 марта 1911 года был командиром 2-го дивизиона 52-й артиллерийской бригады. 29 января 1914 года за отличие по службе получил старшинство с производством в чин генерал-майора и был назначен командиром 21-й артиллерийской бригады.
Принимал участие в Первой мировой войне. По состоянию на 9 июня 1915 года служил в том же чине и в той же должности. 12 мая 1916 года был назначен исправляющим должность инспектора артиллерии 37-го армейского корпуса. После Октябрьской революции присоединился к Белому движению, служил в Вооружённых силах Юга России. Скончался 1 ноября 1919 года во Владикавказе от тифа.
Его родной брат Михаил Андреевич (1856 — ?) также служил в армии, стал генерал-лейтенантом, участвовал в русско-турецкой, русско-японской и Первой мировой войнах, был кавалером ордена Святого Георгия 4-й степени и Георгиевского оружия. После Октябрьской революции служил в Белой армии.

## Награды
Владимир Андреевич Пряслов был удостоен следующих наград:
- Орден Святого Георгия 4-й степени (15 апреля 1915) — «за то, что в период боев с 27 сент. по 9-е окт. 1914 г., находясь под сильным действительным огнем неприятеля и управляя группами батарей, неоднократно заставлял замолчать неприятельские батареи и огнем артиллерии облегчал наступление пехоты, что способствовало остановке натиска превосходных сил противника, удержанию переправы на р. Висле и облегчило задачу по расширению плацдарма, способствуя общему успеху отряда.»
- Золотое оружие «За храбрость» (7 апреля 1906);
- Орден Святого Владимира 2-й степени (3 августа 1915);
- Орден Святого Владимира 3-й степени (1909); мечи к ордену (9 июня 1915);
- Орден Святого Владимира 4-й степени с мечами и бантом (1905);
- Орден Святой Анны 1-й степени с мечами (22 февраля 1915);
- Орден Святой Анны 2-й степени с мечами (1905);
- Орден Святого Станислава 1-й степени с мечами (12 января 1915);
- Орден Святого Станислава 2-й степени (1899);
- Высочайшее благоволение (20 апреля 1916).